# Ne laissons pas les morts enterrer les morts
Pour plus de détails, voir Fiche technique et Distribution.
Ne laissons pas les morts enterrer les morts (81-המכה ה, Ha-Makah Hashmonim V'Echad) est un film israélien réalisé par David Bergman, Jacques Ehrlich et Haim Gouri, sorti en 1974.

## Synopsis
Le film est centré sur des témoignages de survivant de la Shoah et des atrocités commises par le régime nazi.

## Fiche technique
- Titre : Ne laissons pas les morts enterrer les morts
- Titre original : 81-המכה ה (Ha-Makah Hashmonim V'Echad)
- Réalisation : David Bergman, Jacques Ehrlich et Haim Gouri
- Scénario : Haim Gouri
- Musique : Yossi Mar-Haim
- Photographie :
- Montage : Jacques Ehrlich et Danny Shick
- Production : David Bergman, Jacques Ehrlich, Haim Gouri et Beit Lohamei HaGhettaot
- Société de production : Ghetto Fighters House
- Pays :  Israël
- Genre : Documentaire
- Durée : 92 minutes
- Dates de sortie : 
  -  Israël : 29 août 1974

## Distinctions
Le film a été nommé à l'Oscar du meilleur film documentaire.